# Фогоморто (Виченца)
Фогоморто је насеље у Италији у округу Виченца, региону Венето.
Према процени из 2011. у насељу је живело 82 становника. Насеље се налази на надморској висини од 15 м.